# Na tropie Różowej Pantery
Na tropie Różowej Pantery, Ślad Różowej Pantery (ang. Trail of the Pink Panther) – amerykańsko-brytyjska komedia sensacyjna z 1982 roku w reżyserii Blake’a Edwardsa, ostatnia z serii z udziałem Petera Sellersa. Siódma z serii. Peter Sellers, grający inspektora Clouseau, zmarł, zanim rozpoczęto produkcję, i sceny z jego udziałem zmontowane zostały ze scen nakręconych podczas produkcji wcześniejszych filmów.

## Fabuła
Słynny brylant Różowa Pantera znów zostaje skradziony. Prezydent bliskowschodniego państwa, Haleesh, wzywa na pomoc Inspektora Clouseau (Peter Sellers). Ten podejrzewa, że w sprawę zamieszany jest słynny złodziej sir Charles Litton (David Niven).

## Obsada
- Peter Sellers jako Inspektor Clouseau
- David Niven jako sir Charles Litton
- Herbert Lom jako inspektor Dreyfus
- Richard Mulligan jako Clouseau Senior
- Joanna Lumley jako Marie Jouvet
- Robert Loggia jako Bruno
- Harvey Korman jako profesor Auguste Balls
- Burt Kwouk jako Cato
- Graham Stark jako Hercule